# Peter Evans (regatista)
Peter Graham Evans (14 de febrero de 1961) es un deportista neozelandés que compitió en vela en la clase 470. Ganó una medalla de bronce en el Campeonato Mundial de 470 de 1984.

## Palmarés internacional
| Campeonato Mundial | Campeonato Mundial       | Campeonato Mundial | Campeonato Mundial |
| Año                | Lugar                    | Medalla            | Clase              |
| ------------------ | ------------------------ | ------------------ | ------------------ |
| 1984               | Auckland (Nueva Zelanda) | Medalla de bronce  | 470                |